# Wapen van Zinnik

Wapen van Zinnik (sinds 1818).

Het wapen van Zinnik is het heraldisch wapen van de gemeente Zinnik in de Belgische provincie Henegouwen. Het wapen werd op 13 april 1818 voor het eerst door de Hoge Raad van Adel aan de gemeente Zinnik toegekend, op 18 juni 1838 bij Koninklijk Besluit herbevestigd en opnieuw bij Koninklijk Besluit toegekend aan de fusiegemeente Zinnik op 16 mei 1978.

## Geschiedenis

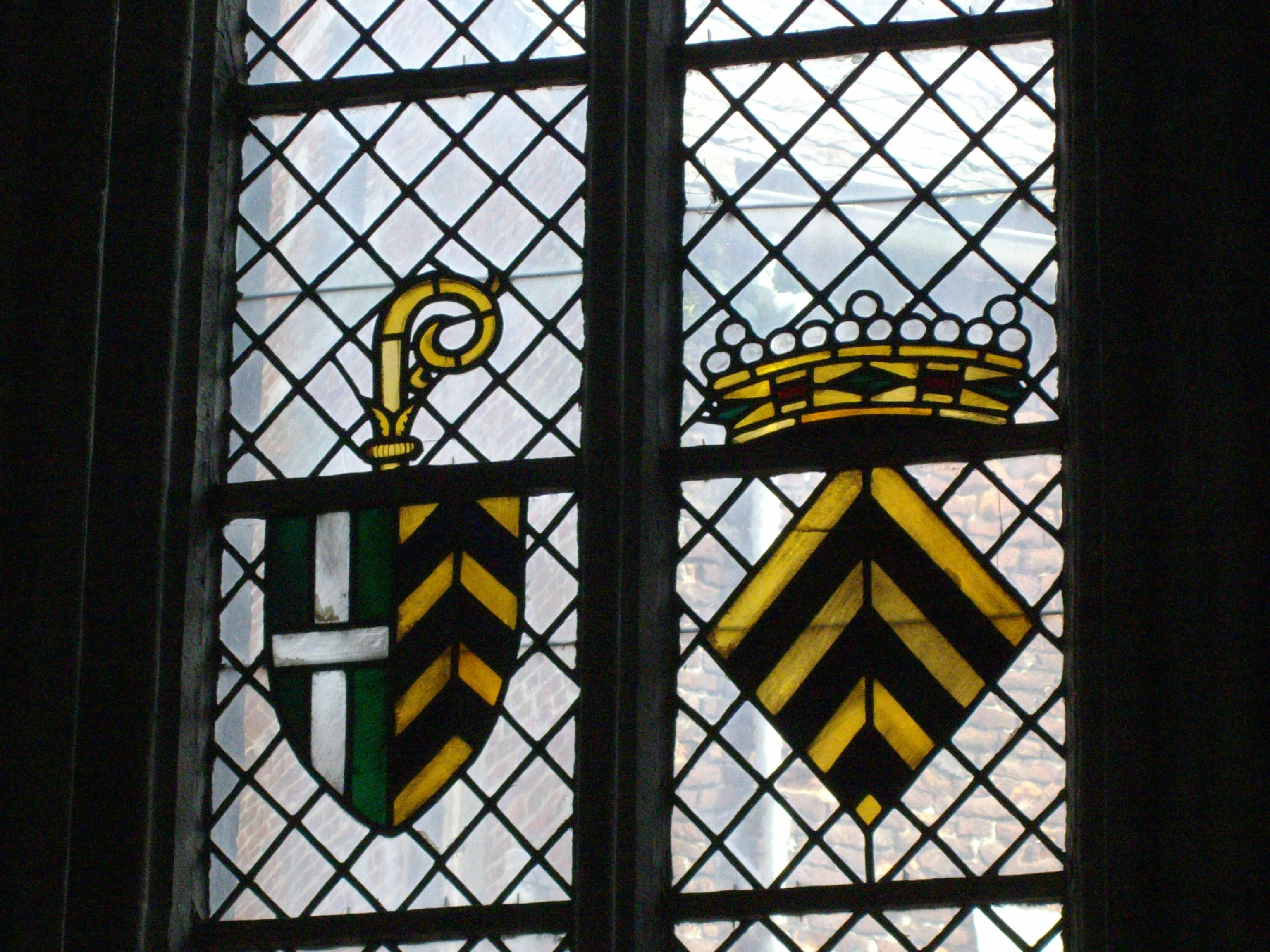
Glas-in-lood-ramen van de Sint-Vincentiuskerk (Zinnik).

Op een zegel van de schepenbank van Zinnik van 17 maart 1556 was reeds een gedeeld schild met in het eerste deel een kruis en in het tweede deel drie kepers aangebracht. Deze delen stonden voor het kapitel van Sint-Waltrudis en het kapitel van Sint-Vincentius, vernoemd naar het echtpaar Waldetrudis van Bergen en Vincentius Madelgarius. Waldetrudis zou volgens de overlevering uit het huis Lotharingen afkomstig zijn, waaraan het kruis in de eerste helft zou zijn ontleend (andere mogelijke verklaringen voor het kruis van zilver op een veld van sinopel zijn dat het om de heraldische kleuren van Vincentius Maldagarius zou gaan, of wijst op een band met het huis Savoye (Thomas II van Savoye) (Amé Demeuldre) of Gascogne, terwijl zij en haar echtgenoot het graafschap Henegouwen kregen en bestuurden, waardoor in het tweede deel het oude wapen van Henegouwen - drie kepers van sabel op een veld goud - is terug te vinden. Op basis van deze oudste zegels van de stad werd reeds in 1818 door de Hoge Raad van Adel het huidige gemeentewapen toegekend. Het is pas in 1818 dat de gouden kroon voor het eerst boven het schild opduikt. Het wapen werd op 18 juni 1838 opnieuw aan de gemeente toegekend.
Na de fusionering van 1977 van Zinnik met Casteau (waarvan een klein deel naar Bergen ging), Chaussée-Notre-Dame-Louvignies (dat een gelijkaardig wapen bezat), Horrues, Neufvilles, Naast en Thieusies werd ditzelfde wapen aan de nieuwe fusiegemeente toegekend.

## Blazoenering
De eerste blazoenering luidde:

In de lengte doorsneden waarvan het eerste gedeelte groen beladen met een zilver kruis en het tweede gedeelte goud beladen met drie zwarte kepers, het schild gedekt met een goude kroon.
— Besluit van de Hoge Raad van Adel van 13 april 1818.

De tweede blazoenering luidde:

Parties au premier de sinople à la croix d'argent, au second d'or à trois chevrons de sable, l'écu timbré d'une couronne d'or.
 Gedeeld 1. in sinopel een kruis van zilver, 2. in goud drie kepers van sabel, getopt met een kroon van goud.
— Koninklijk Besluit van 18 juni 1838.

De huidige blazoenering luidt:

Parti[es] au premier de sinople à la croix d'argent, au second d'or à trois chevrons de sable, l'écu timbré d'une couronne [à cinq fleurons] d'or.
Gedeeld 1. in sinopel een kruis van zilver, 2. in goud drie kepers van sabel, getopt met een kroon [met vijf fleurons] van goud.
— Koninklijk Besluit van 16 mei 1978.

## Verwante wapens

Wapen van het Huis Lotharingen (?).
Oude wapen van Henegouwen.